# Olympic Valley
Olympic Valley este o localitate neîncorporată cu 7777 de locuitori, conform Census 2000, situată în comitatul Placer, statul  California,  Statele Unite ale Americii. Aici au avut loc Jocurile Olimpice de iarnă din 1960.

## Date geografice
Jocurile Olimpice de iarnă din anul 1960, au avut lângă loc lângă Olympic Valley, care se află situat la vest de lacul Tahoe, la altitudinea medie de 1.890 m, în munții Sierra Nevada.